# Osthimosia fusticula
Osthimosia fusticula är en mossdjursart som beskrevs av Hayward 1992. Osthimosia fusticula ingår i släktet Osthimosia och familjen Celleporidae. Inga underarter finns listade i Catalogue of Life.